# Vertiges (film, 2014)
Pour les articles homonymes, voir Loft (homonymie) et Vertige (homonymie).
Pour plus de détails, voir Fiche technique et Distribution.
Vertiges (The Loft) est un thriller américain d'Erik Van Looy sorti en  2014. Il s'agit d'un remake de Loft, du même réalisateur.

## Synopsis
Le corps d'une femme est découvert dans le loft que cinq hommes mariés partagent. La suite des événements va révéler les détails de la présence de ce cadavre.

## Fiche technique
- Titre original : The Loft
- Titre français : Vertiges
- Titre québécois :
- Réalisation : Erik Van Looy
- Scénario : Wesley Strick d'après le scénario original de Bart De Pauw
- Direction artistique : Maia Javan
- Décors : James A. Gelarden et Kurt Loyens
- Costumes : Liz Staub
- Montage : Eddie Hamilton
- Musique : John Frizzell
- Photographie : Nicolas Karakatsanis
- Son :
- Production : Hilde De Laere, Matt DeRoss, Steve Golin, Paul Green, Steve Richards, Andrew Rona, Adam Shulman et Joel Silver
- Sociétés de production : Anonymous Content et Woestijnvis
- Sociétés de distribution :  Universal Pictures
- Budget :
- Pays d’origine :  États-Unis
- Langue originale : Anglais
- Durée : 108 minutes
- Format : Couleurs - 35 mm - 2,35:1 - son Dolby numérique
- Genre : Thriller
- Dates de sortie : 
  -  Belgique : 14 octobre 2014 (festival international du film de Flandre-Gand)
  -  États-Unis : 23 janvier 2015
  -  France : 7 novembre 2016 (Sortie direct-to-dvd)

## Distribution
- Karl Urban : Vincent Stevens
- James Marsden : Chris Vanowen
- Wentworth Miller : Luke Seacord
- Eric Stonestreet : Marty Landry
- Matthias Schoenaerts : Philip Trauner
- Rachael Taylor : Anne Morris
- Isabel Lucas : Sarah Deakins
- Rhona Mitra : Allison Vanowen
- Valerie Cruz : Barbara Stevens
- Margarita Levieva : Vicky Fry Trauner
- Kristin Lehman : Détective Huggins
- Robert Wisdom : Détective Cohagan
- Elaine Cassidy : Ellie Seacord
- Madison Burge : Zoe Trauner
- Kali Rocha : Mimi Landry